# Apró Ernő
Apró Ernő (Jugoszlávia, Tóba, 1946. január 17. –) magyar bábművész, színész.

## Életpályája
A Vajdaságban született 1946-ban. A Szabadkai Népszínház Színészképző Stúdiójában végzett 1967-ben és hét évig a színház tagjaként epizódszerepeket játszott. 1974-től a szabadkai Gyermekszínházhoz szerződött. 1992-től a Győri Városi Bábszínházban játszott, 1993 és 2021 között a kecskeméti Ciróka Bábszínház tagja volt, de nyugdíjasként is vállal szerepeket.

## Színházi szerepeiből
- Eugene O’Neill: Utazás az éjszakába... Edmund
- Alekszandr Szergejevics Puskin: Mese a halászról... Halász
- Carlo Gozzi: A holló... Gennaro
- Wilhelm Hauff: A gólyakalifa
- Raffai Sarolta: Egyszál magam... Balogh
- Miroslav Krleža: Golgota... Iván
- Balla Zsófia: Triangulum, avagy száz ördög közt három szende... Ördög
- Szakonyi Károly: Adáshiba... Imrus
- Homérosz – Antonín Dvořák: Odüsszeusz... Zeusz
- Rudyard Kipling: A dzsungel könyve... Akela, Buldeo
- Veres András: Geppetto és bábuja... Geppetto
- Jiří Trnka: Gombra nyíló kapu
- Zalán Tibor: Az egérmenyasszony... Egérpapa
- Zalán Tibor: Az orr, a kanál és a rizsgombócfaló... Anya; Aranymosoly istennő; Dinnyeárus; Gombócárus; Gazdagember
- Zalán Tibor: Jakub és a kétszáz nagypapa... Nagypapa
- Ófrancia széphistória: Aucassin és Nicolette... Apa
- Tasnádi István: Farkas és Piroska
- Kovács Ildikó: Létramesék... szereplő
- Szász Ilona: Ördögszekér-Sárkerep
- Szász Ilona: Borkaboszorka
- Gimesi Dóra: A csomótündér
- Budai Ferenc: Japán mesék
- Fábián György: Macskaságok... Mesélő
- Rumi László: Hófehérke története... Király
- Három narancs szerelmese... Király
- Horváth Gizella: Pöpőpapa és a Kutyákok... Pöpőpapa
- Kukucs... szereplő
- Joachim utazása... Főkormányzó; János kertész

## Hangoskönyv
- Újszövetség vagyis Istennek az újszövetségben adott kijelentése – Hangoskönyv – MP3 (Magyar Bibliatársulat, 2005) ISBN 9789635580477

## Díjai, elismerései
- Elismerő oklevél – Kecskemét kulturális életében végzett kiemelkedő és eredményes munkájáért (2002)
- Blatter Géza-díj (2011)
- Bács-Kiskun Megyei Príma Díj (2022)[2][3]